# Pfalz D VI
Die Pfalz D VI war ein deutsches Jagdflugzeug des Ersten Weltkrieges, das lediglich als Prototyp existierte.

## Entwicklung

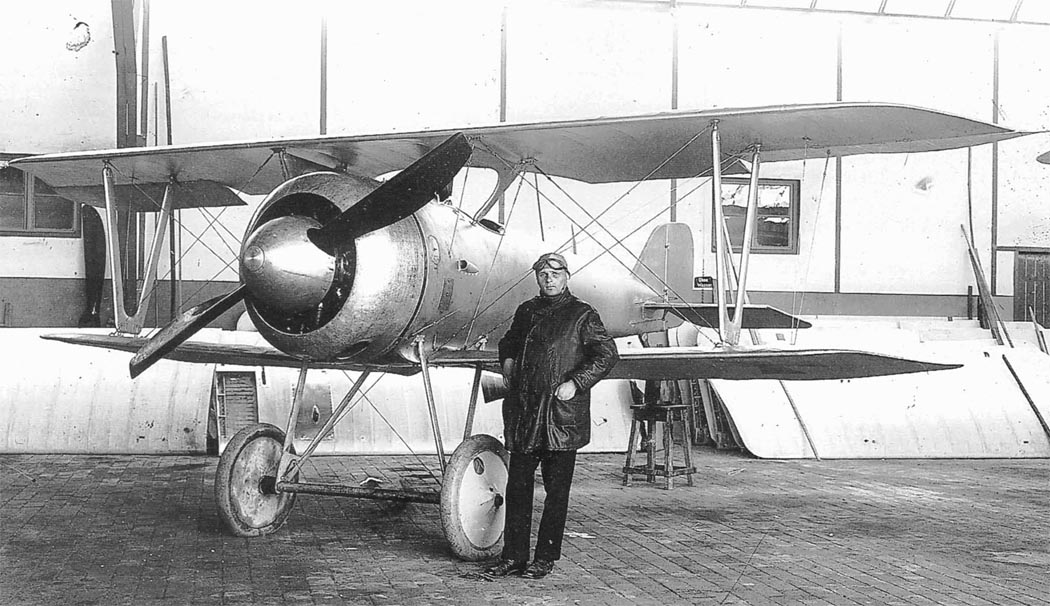
Pfalz-Einflieger Otto Augst vor dem noch unbewaffneten Prototyp der Pfalz D VI

Als sich das französische Jagdflugzeug Nieuport 17 im Verlauf des Jahres 1916 als sehr erfolgreiche Konstruktion an der Westfront erwies, entschied die Idflieg, dass sich die deutschen Flugzeughersteller bei ihren künftigen Entwürfen an diesem Modell orientieren sollten. Dazu wurden den Firmen mehrere erbeutete Exemplare des Typs zum Studium zur Verfügung gestellt, und auch die Pfalz-Flugzeugwerke in Speyer erhielten eine Nieuport. Als Resultat der Analyse gab das Unternehmen im Dezember 1916 bekannt, an einem neuen Flugzeug zu arbeiten, dass noch in diesem oder im folgenden Monat erscheinen und mit einem Umlaufmotor, Typ Le Rhône, ausgestattet sein sollte. Zwar stellte sich die Meldung über das angeblich bei den Mannheimer Union-Werken in Eigenregie entwickelte Triebwerk als nicht zutreffend heraus, doch konnte Pfalz im Februar 1917 den Prototyp seines neuen, kurz als „Jäger mit Umlaufmotor“ bezeichneten Typs vorstellen. Das Muster war das erste Produkt des im November 1916 zum Unternehmen gestoßenen neuen Chefkonstrukteurs Rudolf Geringer, der einen verspannten Anderthalbdecker mit einfacher Tragflächenstruktur und Schalenrumpf entworfen hatte. Das Flugzeug wurde höchstwahrscheinlich noch im selben Monat eingeflogen, unter anderem auch von dem erfolgreichen Jagdflieger Wilhelm Frankl, der noch im Februar/März das Werksgelände besuchte, kurz bevor er Anfang April bei einem Flugzeugabsturz ums Leben kam.
Der „Jäger mit Umlaufmotor“ wurde in Speyer mit guten Ergebnissen geflogen, wahrscheinlich mit einem von Siemens & Halske gerade neu entwickelten und im Juni gelieferten Sh-III-Motor mit 160 PS; eventuell entstanden auch noch weitere Prototypen. Schließlich wurde das Flugzeug im August des Jahres als D VI zur Typenprüfung angemeldet und nach Adlershof gebracht, wo es vom 29.–31. August und vom 3.–8. September 1917 ohne größere Beanstandungen einige Belastungstests absolvierte. Mit der Auflage, die Hilfsachsbefestigung des Fahrwerks zu verstärken, wurde der Typ für den Kampfeinsatz zugelassen. Im November des Jahres sollte noch eine Umrüstung auf einen 110-PS-Motor Goebel Go II erfolgen, doch ist nicht bekannt, ob dies erfolgt ist.
Beim im Januar/Februar 1918 in Adlershof stattfindenden ersten Vergleichsfliegen der D-Typen trat die D VI mit einem Oberursel-Umlaufmotor Ur II mit 110 PS an. Im Vorfeld hatte Pfalz verlauten lassen, dass die D VI mit diesem Motor im vorherigen Dezember innerhalb von 16 min auf 5000 m Höhe gestiegen sei und die in Serie produzierte Parallelkonstruktion des Unternehmens, D III, in puncto Geschwindigkeit geschlagen habe. Als aber der Pfalz-Einflieger Anton Baierlein die D VI am 5. Februar 1918 vorflog, konnte sie gegenüber der ebenfalls teilnehmenden und mit einem 160-PS-Triebwerk Sh III stärker motorisierten und schnelleren D II nicht überzeugen. Trotzdem am Ende kein Serienbau stattfand, zeichnete die von Rudolf Geringer mit der D VI eingeschlagene Entwicklungsrichtung den Weg zur erfolgreichen D VIII vor.

## Technische Daten
| Kenngröße                       | Daten                                                 |
| ------------------------------- | ----------------------------------------------------- |
| Besatzung                       | 1                                                     |
| Spannweite                      | 7,08 m (oben), 6,30 m (unten)                         |
| Flügelfläche                    | 13,3 m²                                               |
| Leermasse                       | 416 kg                                                |
| Startmasse                      | 606 kg                                                |
| Antrieb                         | ein luftgekühlter Neunzylinder-Umlaufmotor            |
| Typ                             | Oberursel Ur II                                       |
| effektive Leistung Nennleistung | 120 PS (88 kW) in Bodennähe 100 PS (74 kW) bei 1200/m |
| Höchstgeschwindigkeit           | 140 km/h                                              |
| Steigzeit                       | 16 min auf 5000 m Höhe 25 min auf 6000 m Höhe         |